# ウィックロー山地国立公園
ウィックロー山地国立公園（ウィックローさんちこくりつこうえん、愛: Páirc Náisiúnta Sléibhte Chill Mhantáin、英: Wicklow Mountains National Park）は、アイルランドの国立公園6件の1つである。総面積220 km2（5万4000 a）、自然保護指定地域である。この国立公園の範囲はウィックロー州中心で、該当する面積こそ小さいがダブリン県の南ダブリンとダンレアリー＝ラスダウンまで伸びる。ウィックロー山地の北側からそれほど遠くない地点にダブリンがある。人気の観光スポットとして都市住民や観光客、歴史好きが訪れる。

## グレンダロッホ
主な史跡はグレンダロッホにあり、中世初期の隠者の聖ケルビン司祭に関わる修道院の建造物群が特徴である。その他、教育センター（ボルジャーズコテージ）、アッパーレイク近辺の「坑夫の小道」、グレンダロッホ湖、鉱山村の跡があり、かつて1960年代まで150年ほどにわたって断層帯から鉛、亜鉛、銀を採掘した。

## 活動と環境
公園内には観光や写真撮影のスポットが多く、体験できる活動にはウォーキングやハイキング、ロッククライミング、水辺に下りるとボート、ダイビング、期間は限られるが水泳や魚釣りがある。バイクや自動車に乗るならR756を走ると、国内最高地点の峠のひとつウィックロー・ギャップを通る。また景色を楽しめるドライブルートはR115で、ダブリン丘陵南麓から丘を横切りララー村にいたる。この道路は軍用道路でもある。
公園内の生息域の多様さは「毛布の沼（blanket bog）」、落葉樹林や針葉樹林、高地の草原、ヒースの原野、むき出しの岩場からガラ場におよび、多くの植物種にはブルーベル、ヤブイチゲやギシギシの仲間、スズメノヤリ、ワラビの仲間、 着生植物や豊富な種の蘚類を見かける。勢力をほこる樹種はヒイラギ、ハシバミ類、マウナナカマドの仲間である。
公園に生息する野生生物で保護の対象とされる数種のコウモリ、絶滅危惧種または国際的に貴重な9種をふくむカワウソが観察され、鳥類はハイイロチュウヒ、ハヤブサ、オオハクチョウがいる。

## 公園の歴史と管理
公園の制定は長年の懸案だった。1988年にチャールズ・ホーヒー首相がグレンダロッホで設立を宣言、自然解説センター開設が1990年に予算化されると、公園は翌1991年に正式にオープンする。所管の国立公園野生生物局はメディア・観光・芸術・文化・スポーツ・アイルランド語地域省のもと、公園職員の業務として自然保護、研究と教育の促進、来園者の安全、公園と周辺地域との良好な関係の醸成にあたる。2009年5月、公園用地28.33 km2 (7,000エーカー)の追加が発表され、国はさらに2016年に民間からおよそ20 km2（4,900 a）の用地を買い上げると、ウィックロー山地国立公園を拡大し、新たにキピュア Kippure からグレナズモール渓谷（英: Glenasmole Valley）、ボアーナブリーナ貯水池（英: Bohernabreena Resevoir）までが国立公園の指定を受けた。